# Hotel International Prague
Hotel International Prague, dawniej Hotel Crowne Plaza Prague – największy budynek architektury stalinowskiej w Pradze, w Czechach. Znajduje się w dzielnicy Dejvice.
Budynek został zbudowany w latach 1952–1954 na polecenie ministra obrony Alexeja Čepički dla potrzeb kwatermistrzowskich resortu. Ma 88 m wysokości (do dachu 67 m plus 10 m kielich i 1,5 m czerwona gwiazda) i ma szesnaście pięter. W budynku został wybudowany schron na 600 osób, obecnie wykorzystywany jako pomieszczenia służbowe. W 1957 roku został przejęty przez BP Čedok, w 1990 sprywatyzowany.